# Niklas Biesèrt
Johan Christian Niklas Biesèrt, född 17 februari 1831 i Töcksmarks socken, Värmlands län, död 25 juni 1913 i Trankil, Värmlands län var en svensk bruksägare och riksdagsman. Han var far till Elof Biesèrt.
Biesèrt var elev vid Åmåls och Karlstads läroverk 1841–1847. Han var yrkesverksam som bruksbokhållare 1848–1860. Han blev senare ägare till Töcksfors och Lennartsfors bruk. Han var som riksdagsman ledamot av riksdagens andra kammare 1873–1881, invald i Nordmarks domsagas valkrets och ledamot av första kammaren 1884–1891, invald i Jämtlands läns valkrets.